# Chivas Regal
Chivas Regal é uma mistura de uísque escocês produzido por Chivas Brothers, pertencente ao grupo Pernod Ricard. Sua sede é a destilaria Strathisla em Keith Moray, Speyside, na Escócia. Foi fundada em 1786 e a mais antiga destilaria Highland em operação contínua.
Chivas Regal é o uísque escocês líder de mercado há 12 anos ou mais na Europa e na Ásia-Pacífico. Suas vendas cresceram 61% entre 2002 e 2008. Esse uísque misturado é o quarto mais vendido do mundo desde 2016.